# 살렘시

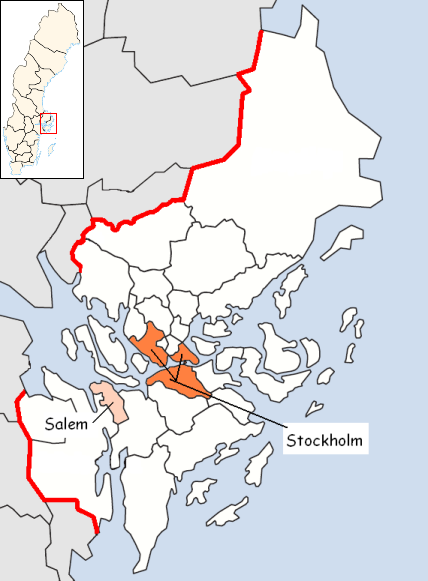
살렘 시의 위치

살렘시(스웨덴어: Salems kommun)는 스웨덴 스톡홀름주에 위치한 지방 자치체로 행정 중심지는 살렘이며 면적은 71.09km2, 인구는 16,615명(2016년 12월 31일 기준), 인구 밀도는 230명/km2이다.

시 문장